# Anthus spinoletta

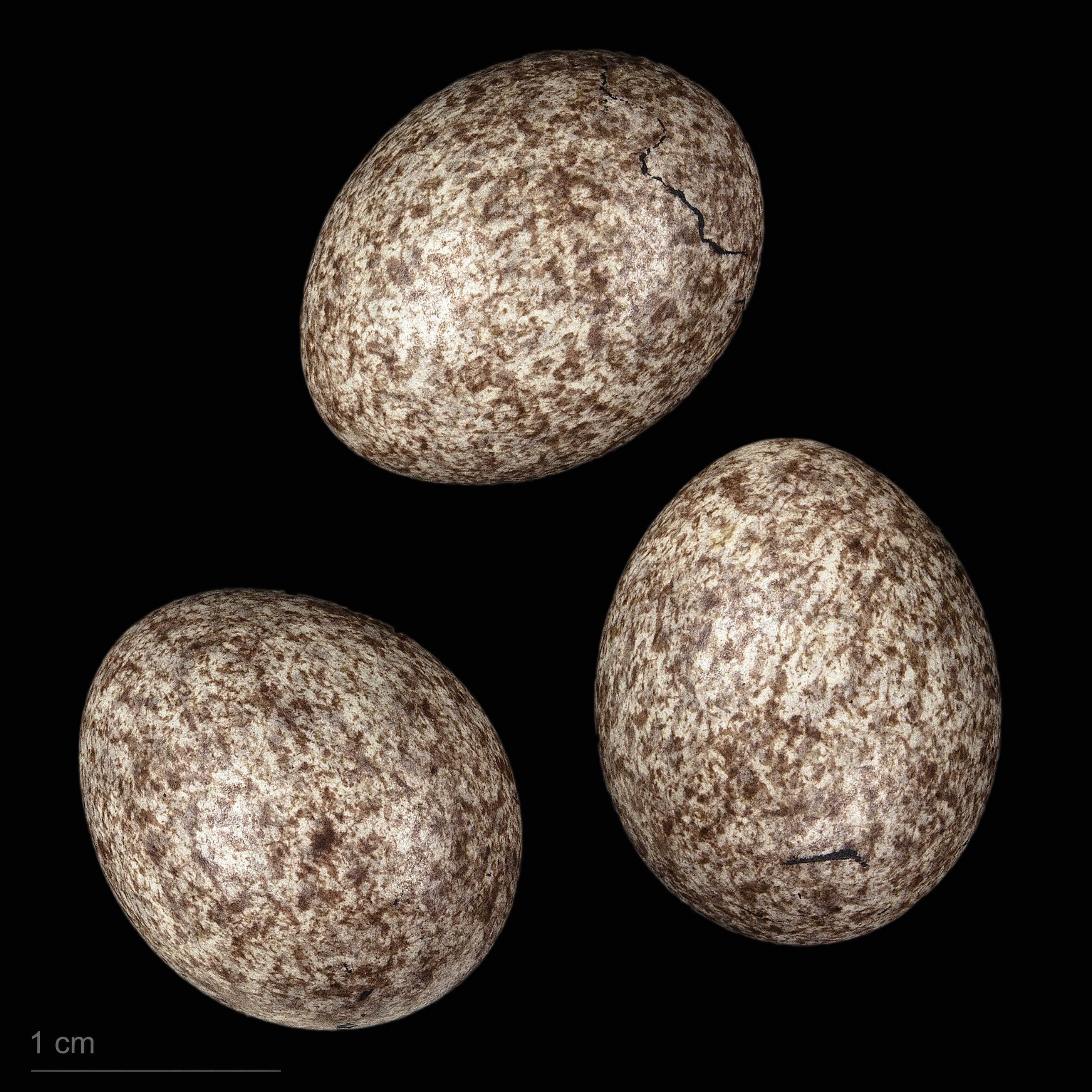
Uova di Anthus spinoletta spinoletta - Museo di Tolosa

Lo spioncello (Anthus spinoletta (Linnaeus, 1758)) è un uccello passeriforme della famiglia Motacillidae, che è possibile osservare in Europa, Asia, ed Africa del nord.

## Descrizione
Ha zampe scure e timoniere esterne bianche.

## Biologia
Nidifica nei crepacci delle rocce e nelle cavità rocciose.

## Sistematica
Sono note 3 sottospecie:
- Anthus spinoletta spinoletta (Linnaeus, 1758)
- Anthus spinoletta coutellii Audouin, 1826
- Anthus spinoletta blakistoni Swinhoe, 1863